# Chucky átka
A Chucky átka (eredeti cím: Curse of Chucky) 2013-ban bemutatott amerikai természetfeletti horrorfilm. Ez a hatodik része a Gyerekjáték–filmsorozatnak. A korábbi részekhez hasonlóan ismét Don Mancini írta és rendezte. Chucky hangját Brad Dourif kölcsönzi, a további szerepekben Fiona Dourif, Danielle Bisutti, A Martinez és Brennan Elliott látható.
Kizárólag DVD-n és blu-rayen adták ki az Universal Studios Home Entertainment forgalmazásában, az Amerikai Egyesült Államokban 2013. október 16-án, Magyarországon pedig október 24-én.
Elkészítették a film hetedik részét is, ami 2017. december 8-án jelent meg hazánkban, Chucky kultusza címmel.

## Cselekmény
25 évvel az első film eseményei után Chucky baba (Brad Dourif) rejtélyes körülmények közt postán megérkezik Nica (Fiona Dourif), egy kerekesszékes lány, és édesanyja, Sarah otthonába. Még aznap éjjel Sarah-t holtan találják, szúrt sebekkel, melyet öngyilkosságnak nyilvánítanak. Másnap megérkezik Nica nővére, Barb (Danielle Bisutti), férje, Ian, a lánya, Alice, a dada, Jill, valamint Frank atya kíséretében. Alice később rátalál Chuckyra és megtartja őt. Nica és Alice Chilit készítenek vacsorára, majd Chucky titokban patkánymérget szór az egyik tálba. Frank atya eszi meg a mérget, és miután elhagyja a házat, halálos autóbalesetet szenved.
Miután mindenki elment aludni, Nica megpróbálja lenyomozni Chucky eredetét. Felnéz a „Chucky baba bizonyíték” oldalra az interneten, és talál egy linket a megoldatlan gyilkossági ügyekről, ahol látja, hogy a sorozatgyilkos Charles Lee Rayt lelőtték a chicagói játékboltban és meghalt. Eközben Chucky Jill ágyához settenkedik és a vödörrel teli esővizet felborítja, majd az a konnektorral érintkezve agyonrázza. Jill meghal, és az egész házban áramszünet van. Barb felkel, hogy megnézze Alice-t, és meglátja a lépcsőn ülni Chuckyt, majd felviszi a padlásra, mert úgy véli, hogy Alice ott bújt el, de Chucky megöli Barbot egy konyhakéssel. Az áramszünet miatt a lift nem üzemel, ezért Nica a lépcsőn felmászik az első emeletre, és mire odaér, Barbot és Jillt már holtan találja. Chucky felfedi igazi kilétét előtte. Nica felébreszti Iant, aki a garázsba tolja, míg Ian szétnéz és megkeresi Alice-t. Chucky belép a garázsba, és beindítja az autó motorját, hogy megpróbálja megölni Nicát szén-monoxid mérgezéssel. Ian mikor visszatér a garázsba, azt hiszi, hogy Nica felelős a gyilkosságokért, majd lekötözi. Ian egy rejtett kamerát ültetett Chuckyba, hogy legyen bizonyítéka Barb és Jill viszonyáról. Ian áttekinti a felvételeket és azt látja, hogy Alice be van zárva a szekrénybe és Chucky még él. Mielőtt Ian újraindítja a kamerát, azt látja hogy Chucky épp a szobába tart, majd meglöki Nica kerekesszékét, felborítva vele Iant és megöli egy baltával. Eközben Nica kiszabadul a fogságból, Chucky a baltát a lábába vágja, majd kihúzza a lábából és levágja vele Chucky fejét.
Chucky még nem halt meg. Nicát a tolószékénél fogva letolja az erkélyről, aki lezuhan a földszintre. Chucky kényelmesen lesétál a lépcsőn. Nica azt kérdezi Chuckytól, miért csinálja ezt, Chucky elmagyarázza neki, hogy régi barátja a családnak és szerelmes volt Sarah-ba. Még emberként, azaz Charles Lee Ray-ként megölte Nica apját és elrabolta Sarah-t, miközben ő több hónapos terhes volt. Amikor Charles rájött, hogy Sarah hívta a rendőrséget, beleszúrt a gyomrába egy kést – ami miatt Nica később deréktól lefelé bénán született meg –, majd elmenekült. Innen a film feleleveníti (fekete-fehérben mutatva) az eredeti Gyerekjáték kezdeti eseményeit: Charles, az „útszéli fojtogató” egy játékboltba inalt, ahol meglőtte egy rendőr, viszont haldokolva még sikeresen egy játékbabába költöztette a testét. Most pedig visszatért, hogy végezhessen Sarah-val. Amikor megérkezik egy rendőr a házhoz, látja Barb holttestét az emeleten, és Nicát egy véres késsel a kezében. Chucky egy közeli székre ült fel és mozdulatlanul maradt.
Valamivel később, a bíróság Nicát bűnösnek ítéli több gyilkosság vádjával, ezért az elmebeteg bűnözők intézetébe csukják. Az egyik tiszt egy műanyag fekete zacskóban viszi el Chuckyt, mint bizonyítékot. Miután beül autójába, arra lesz figyelmes, hogy a zacskóban megmozdul valami. Ekkor hirtelen az autó hátsó ülésén Tiffany (Jennifer Tilly) bukkan fel és elvágja a rendőr torkát, majd kinyitva a zacskót, belenéz és megkérdezi Chuckytól, hogy ki a következő.
Alice már a nagyanyjánál él, és amikor hazaér az iskolából, meglátja, hogy Chucky vár rá. A lány kérdésére annyit felel, hogy a nagyanya a pincében van, és nem csinál semmit. Chucky azt kéri Alice-től, hogy játszanak „lélekbújtatót”. Egy imát kezd hangosan mondani, hogy a kislány testébe költözzön. Amíg az imát mondja, a nagymama a pince ajtajánál felbukkan egy műanyag zacskóval a fején, felfedve, hogy Chucky megpróbálta megfojtani őt.
A stáblista után Chuckyt elszállítják, a már felnőtt Andy Barclay-nak (Alex Vincent). Andyt az anyja keresi telefonon, eközben Chucky kivágja egy fogazott kés segítségével a csomagot, hogy végezhessen Andyvel. Amaz viszont, miután letette a telefont, Chucky fejéhez tartja a puskát, aki csak akkor pillant feléje, és azt mondja neki: „ezzel játssz”, Chucy meglepetésében kétségbeesve csak a férfi nevét képes kimondani, mielőtt az meghúzná a ravaszt.

## Szereplők
| Színész | Szerep                          | Magyar hang       |
| --- | ------------------------------- | ----------------- |
| Fiona Dourif | Nica Pierce                     | Nemes Takách Kata |
| Chantal Quesnel | Sarah Pierce                    | Sági Tímea        |
| Danielle Bisutti | Barb Pierce                     | Peller Anna       |
| Maitland McConnell | Jill                            | Vadász Bea        |
| Brennan Elliott | Ian                             | Dányi Krisztián   |
| Summer Howell | Alice                           | Károlyi Lili      |
| A Martinez | Frank atya                      | Rosta Sándor      |
| Kyle Nobess | Daniel Pierce                   |                   |
| Brad Dourif | Charles Lee Ray / Chucky hangja | Haás Vander Péter |
| Kevin Anderson | Bíró                            |                   |
| Jennifer Tilly | Tiffany                         |                   |
| Alex Vincent | Andy Barclay                    | Szatmári Attila   |
| További magyar hangok: Bor László, Varga Gábor, Bartók László, Élő Balázs, Grúber Zita, Szabó Zselyke, Seszták Szabolcs, Stern Dániel, Richter Tamás, Potocsny Andor, Köves Dóra,Molnár Ilona, Seder Gábor, Joó Gábor, Holl Nándor, Koffler Gizella, Herman Gréta |                                 |                   |

## Fordítás
- Ez a szócikk részben vagy egészben  a   Curse of Chucky című angol Wikipédia-szócikk fordításán alapul.  Az eredeti cikk szerkesztőit annak laptörténete sorolja fel. Ez a jelzés csupán a megfogalmazás eredetét és a szerzői jogokat jelzi, nem szolgál a cikkben szereplő információk forrásmegjelöléseként.